# 10542 Ruckers
10542 Ruckers eller 1992 CN3 är en asteroid i huvudbältet som upptäcktes den 2 februari 1992 av den belgiske astronomen Eric W. Elst vid La Silla-observatoriet. Den är uppkallad efter Hans Ruckers.
Asteroiden har en diameter på ungefär 7 kilometer.